# Ciclopentanamina
La ciclopentanamina o ciclopentilamina es una amina primaria derivada del ciclopentano cuya fórmula molecular es C5H11N.

## Propiedades físicas y químicas
A temperatura ambiente, la ciclopentanamina es un líquido claro que solidifica a -85 °C y hierve a 107 °C.
Alcanza la temperatura de autoignición —temperatura mínima a la que un combustible en contacto con el aire arde espontáneamente— a 260 °C, mientras que su punto de inflamabilidad es de 12 °C.
Su densidad es inferior a la del agua (0,862 g/cm³), pero mayor que la de otras pentanaminas no cíclicas como la 1-pentanamina o la 3-pentanamina.
Es soluble en agua, teniendo su logaritmo del coeficiente de reparto (logP) un valor entre 0,83 y 1,14 —ambas cifras son estimadas, no experimentales; ello implica una solubilidad mayor en disolventes hidrófobos que en hidrófilos.
Al igual que otras aminas, la ciclopentanamina es incompatible con ácidos, cloruros de acilo, anídridos de ácidos y dióxido de carbono.

## Síntesis y usos
La ciclopentanamina se puede sintetizar por reducción de nitrociclopentano con una combinación de agua-monóxido de carbono como agente reductor en presencia de oro como catalizador.
Otra forma de sintetizar esta amina consiste en tratar ciclopentanona com amoníaco en etanol e isoprpóxido de titanio(IV), seguido de una reducción in situ con borohidruro de sodio.
La ciclopentanamina también se puede obtener partiendo de 3-metil-1-butanamina, en una reacción en la que participan aminas derivadas del antraceno y que es catalizada por escandio(III).
A su vez, la ciclopentanamina se utiliza en la síntesis de pencycuron —químicamente N-((4-clorofenil)metil)-N-ciclopentil-N'-fenilurea—, fungicida a base de urea desarrollado específicamente contra el patógeno vegetal Rhizoctonia solani.
Esta amina sirve como antagonista del receptor 2 de las quimiocinas. Actúa como ligando en la química de coordinación formando el complejo cis-dicloro-bis(ciclopentilamina)platino(II). Asimismo, se han estudiado las propiedades citostáticas y antitumorales de diversos complejos también formados con platino (II).

## Precauciones
La ciclopentanamina es una sustancia tóxica que puede producir quemaduras en ojos y piel.
Es, además, un compuesto corrosivo y altamente inflamable.